# آتشکده قلعه داور
آتشکده قلعه داور مربوط به دوره ساسانیان است و در شهرستان دالاهو، بخش مرکزی، دهستان بان زرده، در میان بافت روستای زرده بالا واقع شده و این اثر در تاریخ ۲۶ اسفند ۱۳۸۶ با شمارهٔ ثبت ۲۱۸۰۳ به‌عنوان یکی از آثار ملی ایران به ثبت رسیده‌است.